# Gazaria
Ne pas confondre avec Gazarie.
Gazaria (en bengali : গজারিয়া) est une upazila du Bangladesh dans le district de Munshiganj. En 1991, on y dénombrait 128 368 habitants.